# 熱帯楽園倶楽部
『熱帯楽園倶楽部』（ねったいらくえんくらぶ）は、1994年に公開された日本映画。
タイのバンコクを舞台に、会社勤めに嫌気がさした女性添乗員が詐欺師に仲間入りして巻き起こす騒動を描いたコメディ映画で、監督は滝田洋二郎、原案・脚本は一色伸幸という1993年の『僕らはみんな生きている』に続く東南アジアを舞台にしたコンビ作。

## キャスト
- 紺野みすず - 清水美砂
- 飛田林始 - 萩原聖人
- ジョイ - 風間杜夫
- 森 - 白竜
- 所 - 高木尚三
- タチバナさん - 岸部一徳
- ツアーの観光客 - 藤田敏八
- ツアーの観光客 - 久里千春
- ツアーの観光客 - 橘雪子
- ツアーの観光客 - 稲川実代子

## スタッフ
- 監督：滝田洋二郎
- 原案・脚本：一色伸幸
- プロデューサー：中川滋弘、小林壽夫、榎望
- 撮影：浜田毅
- 美術：山口修
- 編集：冨田功
- 音楽：西田正也
- 音楽プロデューサー：佐々木麻美子
- 装飾：尾関龍生
- 録音：宮本久幸
- 照明：渡辺孝一
- 助監督：橋本匡弘
- スクリプター：坂本希代子
- スチール：森山徹